# Stibaera dentilineata
Stibaera dentilineata là một loài bướm đêm trong họ Noctuidae.